# Denis Briçonnet
Denis Briçonnet (ur. w 1479, zm. 15 grudnia 1535) – francuski biskup.

## Życiorys
Urodził się w 1479 roku, jako syn Guillaume’a Briçonneta. Jego bratem był Guillaume młodszy. W 1512 roku został wybrany biskupem Tulonu i przyjął sakrę. Rok później został biskupem Saint-Malo i pełnił ten urząd do śmierci, która nastąpiła 15 grudnia 1535 roku. W latach 1519–1520 pełnił także funkcję biskupa Lodève.